# 6064 Holašovice
6064 Holašovice eller 1987 HE1 är en asteroid i huvudbältet som upptäcktes den 23 april 1987 av den tjeckiske astronomen Antonín Mrkos vid Kleť-observatoriet i Tjeckien. Den är uppkallad efter den tjeckiska byn Holašovice.
Asteroiden har en diameter på ungefär 4 kilometer och den tillhör asteroidgruppen Flora.